# Claudio Cingoli
Claudio Cingoli (Milano, 6 novembre 1965) è un regista, produttore televisivo e conduttore televisivo italiano.

## Carriera
Nel 1993 inizia a lavorare per Videomusic, poi divenuta MTV Italia, conducendo oltre 300 puntate della trasmissione Segnali di Fumo, insieme a Paola Maugeri, che affianca anche in 105 Night Express
Tra il 1991 ed il 2000 lavora come assistente alla regia per Roman Polansky, Dario Piana, Tony Kaye, Gabriele Salvatores, Erik Ifergan, Bruce Van Dussen, Jim Manera, Ambrogio Lo Giudice, Ago Panini e Luca Maroni.
Nel 2000 è regista di uno spot per un detersivo Lever (Svelto) e per la Temporary. Per lo spot Svelto gli viene riconosciuto il premio Key Award. Nel novembre 2000, è conduttore di Money never sleeps, una striscia settimanale satirica dedicata al mondo dell'economia e della finanza in onda su My-Tv.
Nel 2002 gli viene assegnata la regia dello spot istituzionale antidroga Io e Mario.
Nel 2003 realizza il suo primo cortometraggio dal titolo Sciare de Focu della durata di 6 minuti che conquista il riconoscimento come cortometraggio finanziato dal ministero dei beni culturali. Con cui partecipa nel giugno 2005 al “V taglia corto Human Rights Film Festival”.
Nel 2006 cura la regia del videoclip Sicuro precariato di Samuele Bersani.